# Szermierka na Igrzyskach Panamerykańskich 1975
Turniej w ramach Igrzysk w Meksyku 1975 

## Klasyfikacja medalowa
| Klasyfikacja medalowa | Klasyfikacja medalowa | Klasyfikacja medalowa | Klasyfikacja medalowa | Klasyfikacja medalowa | Klasyfikacja medalowa |
| Miejsce               | państwo               | Złoto                 | Srebro                | Brąz                  | Razem                 |
| --------------------- | --------------------- | --------------------- | --------------------- | --------------------- | --------------------- |
| 1                     | Kuba                  | 5                     | 3                     | 1                     | 9                     |
| 2                     | Stany Zjednoczone     | 2                     | 4                     | 3                     | 9                     |
| 3                     | Argentyna             | 1                     | 0                     | 1                     | 2                     |
| 4                     | Kanada                | 0                     | 1                     | 0                     | 1                     |
| 5                     | Meksyk                | 0                     | 0                     | 2                     | 2                     |
| 6                     | Brazylia              | 0                     | 0                     | 1                     | 1                     |
| Razem                 | Razem                 | 8                     | 8                     | 8                     | 24                    |

## Medaliści
| Floret indywidualnie | Martin Lang                                                                   | Eduardo Jons                                                                                     | Enrique Salvat                                                                                       |
| Floret drużynowo     | Kuba · Enrique Salvat · Eduardo Jons · Leonardo Makenzie · Jorge Garbey       | Stany Zjednoczone · Edward Ballinger · Albert Davis · Walter Krause · Martin Lang                | Meksyk · Carlos Calderon · Vincente Calderon · Rodolfo Campero · Victor Robles                       |
| Szabla indywidualnie | Manuel Ortiz                                                                  | Salvador Guzman                                                                                  | Peter Westbrook                                                                                      |
| Szabla drużynowo     | Kuba · Manuel Ortiz · Salvador Guzman · Lazaro Mora · Francisco D’Torre       | Stany Zjednoczone · Peter Westbrook · Paul Apostol · Thomas Losonczy · Steve Kaplan · Alex Orban | Argentyna · Jose Casanova · Juan Gavajda · Marcelo Mendez · Fernanco Lupiz                           |
| Szpada indywidualnie | Omar Vergara                                                                  | Scott Bozek                                                                                      | Paul Pesthy                                                                                          |
| Szpada drużynowo     | Stany Zjednoczone · Scott Bozek · Paul Pesthy · Brooke Makler · William Reith | Kuba · Ricardo Cabrera · Victor Suarez · Narciso Simet · Jose Arencibia                          | Brazylia · Arthur Cramer · Ronaldo Schwaantes · Federico Alencar · Franc Buonafina                   |
| Kobiety              |                                                                               |                                                                                                  | |
| Floret indywidualnie | Margarita Rodriguez                                                           | Nikki Franke                                                                                     | Blanca Estrada                                                                                       |
| Floret drużynowo     | Kuba · Esther Garcia · Margarita Rodriguez · Marlene Fonst · Hilady Tack Fang | Kanada · Faeurette Le Blanc · Donna Hennyey · Susan Stewart · Chantal Gilbert                    | Stany Zjednoczone · Denise O’Connor · Nikke Franke · Sheila Armstrong · Anne O’Donnell · Gay D’Asaro |